# مرکز تحقیقات راهبردی دفاعی
مرکز تحقیقات راهبردی دفاعی بازوی تحقیقاتی ستاد کل نیروهای مسلح جمهوری اسلامی ایران می‌باشد که وظیفه امور تحقیقاتی و پژوهشی مربوط به نیروهای مسلح را عهده‌دار بوده و به بیانی هماهنگ‌کننده موارد مزبور بین ارکان اصلی نیروهای مسلح  جمهوری اسلامی ایران است. تحقیقات و پژوهش‌های صورت گرفته در مرکز تحقیقات راهبردی دفاعی توسط گروه‌های مطالعاتی شکل گرفته در این مرکز صورت می‌پذیرد که این گروه‌ها عبارتند از: گروه آماد و فناوری دفاعی، گروه بررسی محیط پیرامونی و بین‌الملل، گروه دکترین و راهبرد، گروه ژئوپلیتیک، گروه مدیریت راهبردی و منابع انسانی، گروه منابع و اقتصاد دفاعی و گروه امنیت.
مرکز مزبور نتایج تحقیقات خود را در قالب فصلنامه، ماهنامه، دوماهنامه، همایش، کنفرانس و سایر ابزارهای مرسوم ترویج در فضای علمی در اختیار علاقمندان و مخاطبان قرار می‌دهد و نقش پررنگی در جهت دهی به سیاست‌ها و راهبردهای حوزه‌های مختلف نیروهای مسلح ایفا می‌نماید.

## تاریخچه
مرکز تحقیقات استراتژیک ریاست جمهوری در سال ۱۳۶۸ تأسیس گردید. در اساسنامه این مرکز، معاونتی با عنوان معاونت امور دفاعی پیش‌بینی گردیده بود که مسئولیت آن برعهده رئیس ستادکل نیروهای مسلح بود.
با شروع به‌کار این معاونت و به‌علت نوع طبقه‌بندی اطلاعات نظامی، همواره انتقال و دسترسی به این‌گونه اطلاعات، سبب بروز مشکلاتی می‌گردید. در جهت رفع این مشکل، جلسات متعددی با حضور رؤسای وقت ستادکل و مرکز مزبور برگزار گردید که در نهایت به تفکیک معاونت دفاعی از مرکز تحقیقات استراتژیک ریاست جمهوری و تبدیل شدن آن به یک مرکز مستقل شد.
براین اساس، موارد ذیل توسط  فرماندهی کل‌قوا در تاریخ ۱۳۷۰/۱۲/۲۴ مقرر گردید:
۱- مرکز تحقیقات استراتژیک دفاعی در تابعیت فرماندهی کل‌قوا و وابسته به ستادکل نیروهای مسلح و با مسئولیت رئیس ستاد تشکیل گردد.
۲- کلیه مدارک و سوابق مطالعاتی معاونت امور دفاعی سابق در مرکز تحقیقات استراتژیک ریاست جمهوری، به مرکز جدید منتقل شود.
۳- تا تهیه مقررات این مرکز جهت سیر مراحل تصویب، این مرکز از مقررات مورد عمل در مرکز تحقیقات استراتژیک ریاست جمهوری استفاده نماید. 

## سابقه ریاست
ریاست مرکز تحقیقات راهبردی دفاعی از مهر سال ۱۳۹۲ تا ۱۳۹۵ سردار احمد وحیدی بود و از سال ۱۳۸۴ تا ۱۳۹۲ دریابان علی شمخانی رئیس آن بود که در سال ۱۳۹۵ این مرکز در دانشگاه عالی دفاع ملی ادغام شد که ریاست آن توسط رییس دانشگاه عالی دفاع ملی با هماهنگی وزیر دفاع و رییس ستاد کل تعیین می‌شود.